# Capella de casa Rossell

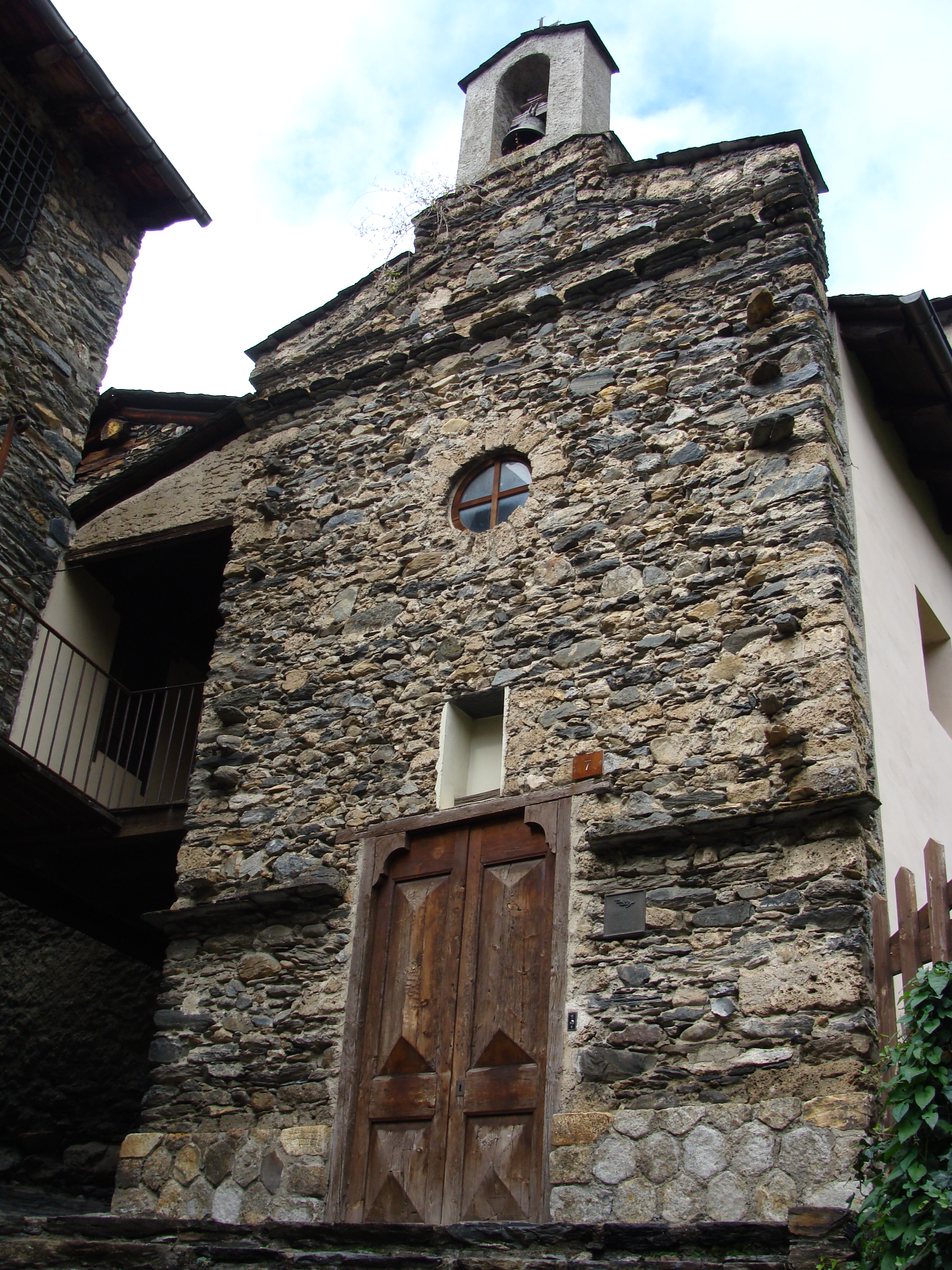

Die Capella de casa Rossell ist ein kleines barockes Sakralgebäude innerhalb der Überbauung des Rossell-Hauses in der Pfarrei Ordino im Fürstentum Andorra.
Es handelt sich um eine Hauskapelle mit rechteckigem Grundriss, mit einem Holzkern, einem Glockengiebel und einem angrenzenden Raum für die Sakristei. Nachdem die Erlaubnis des Bischofs eingeholt worden war, wurde der Bau 1779 begonnen und 1780 geweiht.  2001 und 2002 wurde der Kirchenbau vom Área de Inventario y Conservación umfangreich restauriert.  Im Juli 2003 wurde er zum Kulturgut erklärt.
Die Hauptfassade ist nach Südwesten ausgerichtet und zeigt zum Eingangstor des Hauses. wo sich die Eingangstür zur Kirche, ein Oculus und eine kleine Nische über der Kirchentür befinden. Die Fassade wurde in Bruchstein belassen, während die südöstliche Mauer verputzt wurde.
Im Inneren befindet sich ein Altar, der der Nuestra Señora de la Purísima Concepción geweiht ist. Weitere Originalausstattungsstücke sind in der Sakristei verwahrt.